# 沈阳广播电视台新闻综合频道
沈阳广播电视台新闻综合频道是沈阳广播电视台旗下的第一套节目，开播于1979年12月1日。目前该频道在沈阳有线电视网内通过高、标清同步播出，并通过IPTV覆盖沈阳经济区各城市，高清版自2017年4月17日起开播。

## 主要栏目
- 《沈阳新闻》
- 《沈阳区县新闻》
- 《沈视早报》
- 《看今天》
- 《星光夜话》（与沈阳新闻广播并机播出）
- 《养养精气神》
- 《真相三十分》
- 《蔡昊敞开说》